# Естутвіль-Екаль
Естутві́ль-Ека́ль (фр. Estouteville-Écalles) — колишній муніципалітет у Франції, у регіоні Нормандія, департамент Приморська Сена. Населення — 474 осіб (2011).
Муніципалітет був розташований на відстані близько 115 км на північний захід від Парижа, 23 км на північний схід від Руана.

## Історія
До 2015 року муніципалітет перебував у складі регіону Верхня Нормандія. Від 1 січня 2016 року належав до нового об'єднаного регіону Нормандія.
1 січня 2017 року Естутвіль-Екаль і Боск-Роже-сюр-Бюші було приєднано до муніципалітету Бюші.

## Демографія
Динаміка населення (INSEE ):
Розподіл населення за віком та статтю (2006):
| Стать | Всього | До 15 років | 15-24 | 25-44 | 45-64 | 65-85 | Понад 85 |
| --- | ------ | ----------- | ----- | ----- | ----- | ----- | -------- |
| Чоловіки | 238    | 65          | 24    | 77    | 44    | 28    | 0        |
| Жінки | 242    | 61          | 20    | 93    | 32    | 28    | 8        |
| \| Статево-вікова піраміда \| Статево-вікова піраміда \| Статево-вікова піраміда \| \| ----------------------- \| ----------------------- \| ----------------------- \| \| Чоловіки \| Вік \| Жінки \| \| 0 \| 85 + \| 8 \| \| 0 \| 80-84 \| 4 \| \| 12 \| 75-79 \| 12 \| \| 4 \| 70-74 \| 4 \| \| 12 \| 65-69 \| 8 \| \| 4 \| 60-64 \| 8 \| \| 8 \| 55-59 \| 12 \| \| 8 \| 50-54 \| 4 \| \| 24 \| 45-49 \| 8 \| \| 20 \| 40-44 \| 29 \| \| 16 \| 35-39 \| 24 \| \| 33 \| 30-34 \| 16 \| \| 8 \| 25-29 \| 24 \| \| 4 \| 20-24 \| 16 \| \| 20 \| 15-20 \| 4 \| \| 16 \| 10-14 \| 12 \| \| 20 \| 5-9 \| 33 \| \| 29 \| 0-4 \| 16 \| |        |             |       |       |       |       |          |
| Статево-вікова піраміда |        |             |       |       |       |       |          |
| Чоловіки | Вік    | Жінки       |       |       |       |       |          |
| 0 | 85 +   | 8           |       |       |       |       |          |
| 0 | 80-84  | 4           |       |       |       |       |          |
| 12 | 75-79  | 12          |       |       |       |       |          |
| 4 | 70-74  | 4           |       |       |       |       |          |
| 12 | 65-69  | 8           |       |       |       |       |          |
| 4 | 60-64  | 8           |       |       |       |       |          |
| 8 | 55-59  | 12          |       |       |       |       |          |
| 8 | 50-54  | 4           |       |       |       |       |          |
| 24 | 45-49  | 8           |       |       |       |       |          |
| 20 | 40-44  | 29          |       |       |       |       |          |
| 16 | 35-39  | 24          |       |       |       |       |          |
| 33 | 30-34  | 16          |       |       |       |       |          |
| 8 | 25-29  | 24          |       |       |       |       |          |
| 4 | 20-24  | 16          |       |       |       |       |          |
| 20 | 15-20  | 4           |       |       |       |       |          |
| 16 | 10-14  | 12          |       |       |       |       |          |
| 20 | 5-9    | 33          |       |       |       |       |          |
| 29 | 0-4    | 16          |       |       |       |       |          |

## Економіка
2010 року серед 286 осіб працездатного віку (15—64 років) 221 була активною, 65 — неактивними (показник активності 77,3%, у 1999 році було 75,2%). З 221 активної мешканців працювало 209 осіб (105 чоловіків та 104 жінки), безробітними було 12 (3 чоловіки та 9 жінок). Серед 65 неактивних 28 осіб було учнями чи студентами, 22 — пенсіонерами, 15 були неактивними з інших причин.

У 2010 році в муніципалітеті числилось 161 оподатковане домогосподарство, у яких проживали 469,0 особи, медіана доходів виносила 18 423 євро на одного особоспоживача